# La Brise
 (juin 2019).
Radio Télé la Brise est une chaîne de Radio-télévision haïtienne francophone basée à Camp-Perrin émettant sur 104.9 MHz de laquelle decrochent 5 antennes locales deployées dans les limitrophes reparties dans le Sud, la Grand'Anse à Jérémie et les Nippes à Miragoâne. La Brise FM et Télé La Brise sur Canal 28. Elle a été fondée le 20 mars 2007 par l'ingénieur Max Alain Louis. Radio Télé la Brise diffuse en relais les nouvelles locales & internationales par le biais du réseau de l'information de La Voix de l'Amérique(anglais : Voice_of_America) les nouvelles en créole haïtien, des films haïtiens et étrangers, des concerts vidéo-musicaux, des vidéo-clips haïtiens et étrangers et des télé-feuilletons haïtiens et étrangers.

## Histoire de la Télé La Brise
Radio Télé La Brise (RTLB) est un service de radiodiffusion et télévision commerciale, dûment autorisé par le Conatel le 23 juillet 2010 qui émet depuis les studios de Camp-Perrin en Haïti, diffuse le signal du sommet de Morne Brieux, Port-Salut_(Haïti). Cette station, qui au départ assurait uniquement une couverture dans la région de Camp-Perrin, envisage de s'étendre sur toute la Métropole Sud et ses départements limitrophes. Radio Télé La Brise s'implique dans la promotion du Sud d'Haïti par des émissions locales permettant de découvrir les artisans, entrepreneurs et politiciens de la région. Les émissions sont diffusées à la télévision et à la radio. Elle diffuse également diverses productions provenant d'autres stations de télévisions tant au niveau national qu'international.
Mis à part les différents tests effectués pour évaluer l'intérêt de la population pour la station, Télé La Brise FM a commencé à émettre sporadiquement sur le canal 7 en 2004 sur une couverture locale avec un émetteur de 20 watts, et plus tard avec un émetteur de plus grande puissance1000 watts qui nous a permis de couvrir les régions avoisinantes où les ondes hertziennes de télévision se raréfient. La chaîne commence à émettre de façon officielle sur le canal 7 le 23 juillet 2010, à la signature de concession entre l'État haïtien et Télé La Brise pour l'obtention d'une licence au bureau du Conatel.

## Histoire résumée
- Février 2004 - Diffusion locale sur le canal 7 avec un émetteur de 20 watts - Programmation limitée en week-end.
- Mars 2007 - Diffusion en continu sur le canal 8 avec une programmation riche 24 heures par jour.
- 23 juillet 2010 - Diffusion en continu 24 heures par jour sur le canal 7 après l'obtention de licence.
- 26 avril 2012 - Diffusion à partir de Morne Raymond Site via relais STL digital.
- Décembre 2012 - Installation d'émetteur hybride analogique et prêt à transiter en mode ATSC numérique[3].
- Septembre 2016 - Diffusion à partir de Morne Brieux avec un émetteur de 1000 watts TP ~ 9800 watts ERP.
- Décembre 2018 - Diffusion à partir de La ville de Jéremie avec un émetteur de 600 watts TP ~ 2800 watts ERP.
- Mars 2023 - Diffusion à partir du Mont Fournachaux pour deservir la ville de Miragoâne et ses environs avec un émetteur de 600 watts TP ~ 2800 watts ERP.

### Identité visuelle (logo)

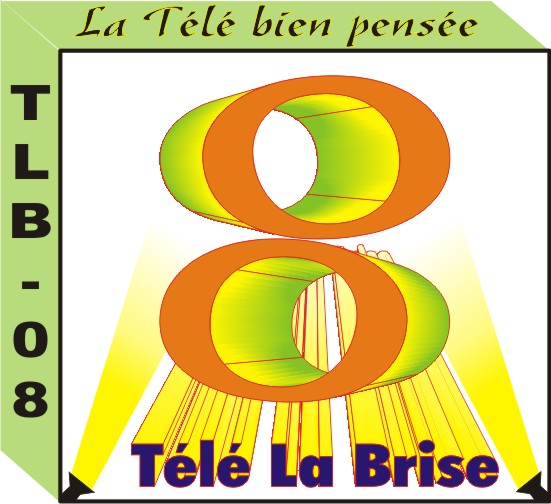
Logo de La Brise de 2008 à juillet 2010
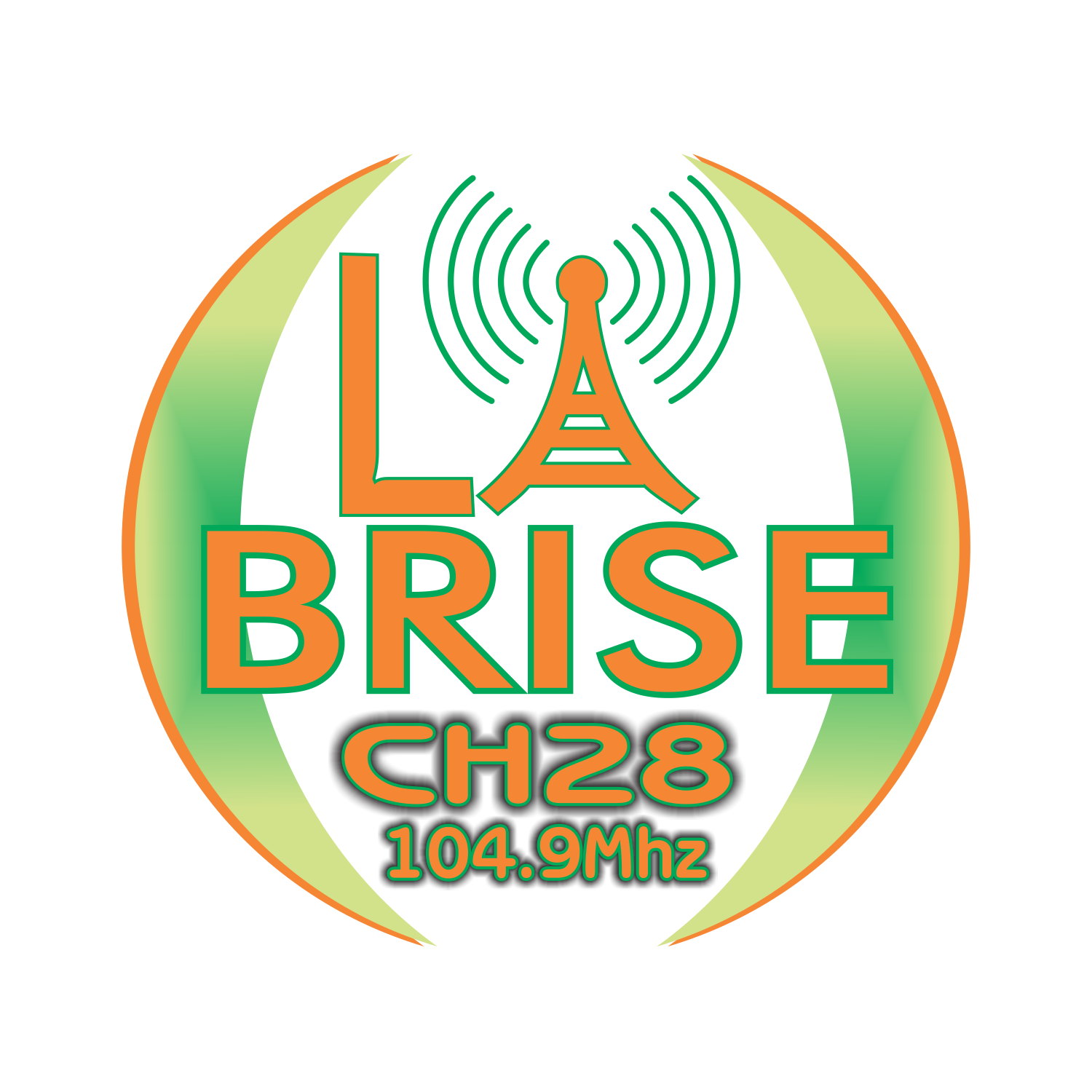
Logo de La Brise de  2015 à avril 2016
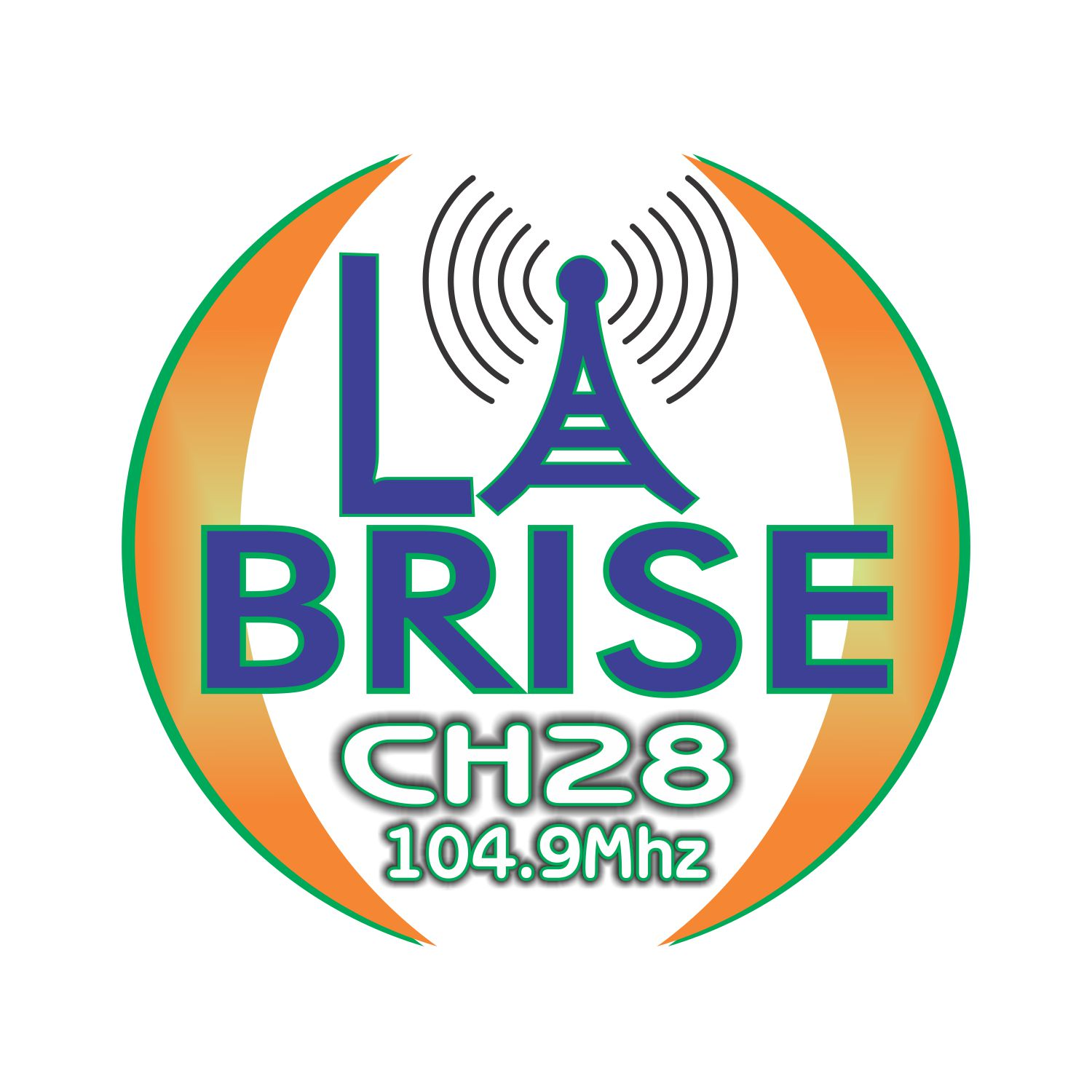
Logo de La Brise à partir du 15 avril 2016

## Programmation

### Programmation de la télé
La chaîne de télévision Télé la Brise est une chaîne généraliste proposant une programmation de 126 heures par semaine découpée en blocs de programmes. Elle fournit des programmes pour les créneaux suivants :
- dessin animés, cinéma, feuilletons, talk-shows et sports ;
- 10 à 15 heures en semaine, principalement consacrées aux feuilletons et séries télévisées ;
- 32 heures de programmation en divertissement et cinéma — de 19 à 23 heures la semaine et de 16 à 23 heures le week-end ;
- 12 heures d'émissions de documentaires par semaine sur la nature, la santé, la faune et l'univers ;
- les journaux télévisés ;
- les émissions Village Santé[4], Zoouktap[5], Conseils Juridiques, Paragraphe Culturel, Brasé Lidé, Boukanté Lapawol ;
- un bloc d'émission de 6 à 10 heures le dimanche avec Forum des Stars et Ti Kozé sou fanmi ;
- le bloc de programmes d'émissions jeunesse de 4 heures le samedi matin Plateforme des Jeunes ;
- le bloc de programmes sportifs des après-midi et du week-end diffusé selon l'actualité durant la période 12 h-18 h, remplacé en cas d'absence par des films ou des séries télévisées.

### Programmation de la radio
La Brise FM est une station de radiodiffusion commerciale émettant sur 104.9 stéréo proposant une programmation 24 heures par jour découpée en blocs de programmes de nouvelles de divertissement, d’éducation et sensibilisation et participe au développement social et économique de la communauté du Grand Sud. Elle fournit des programmes pour les créneaux suivants : la santé, l’éducation des enfants, l’ésotérisme, l’éducation sexuelle, les petits conseils utiles, les feuilletons radiophonique tel Zoukoutap et de divertissement musique konpa et divers.
La Brise FM diffuse ses émissions sur la toile comme sur votre téléphone à partir d’un numéro de téléphone canadien ou américain. Vous pouvez écouter La Brise FM sur notre site web ou sur plusieurs autres plateformes de relai tel Zeno Media, tunein.com, radio.ht, Streema, ou à partir des Apps tel La Brise FM Apps, Televizion Lakay App, Haïti Broadcasting etc.

## Horaire des emissions de la Brise FM (104.9)
| Horaire             | Emission                                         | Jour                          | Type d'emission          | Animateur                | Durée       |
| ------------------- | ------------------------------------------------ | ----------------------------- | ------------------------ | ------------------------ | ----------- |
| Minuit - 4:00 AM    | La Brise Nocturne                                | Dimanche - Samedi             | Musique Douce            | Auto DJ / Automation     | 4 heures    |
| 4:00 AM - 5:00 AM   | Souffle Divin                                    | Lundi - Samedi                | Musique Evangélique      | Jackson Chery            | 1 heure     |
| 5:00 AM - 7:00 AM   | Premyé Okazyon (français : Première Occasion)    | Lundi - Vendredi              | Nouvelles d'Haïti        | Relai Radio Caraïbes     | 2 heures    |
| 7:00 AM - 8:15 AM   | Chansons Haïtiennes                              | Lundi - Vendredi              | Chansons douces d'Haïti  | Auto DJ / Automation     | 75 minutes  |
| 8:15 AM - 8:30 AM   | Lakou Kajou                                      | Lundi - Vendredi              | Education / Enfants      | Lakou Kajou              | 15 minutes  |
| 8:30 AM - 8:35 AM   | Education Sexuelle                               | Lundi - Vendredi              | Education                | La Brise FM              | 5 minutes   |
| 8:35 AM - 10:00 AM  | Chansons Françaises                              | Lundi - Vendredi              | Chansons Francophones    | La Brise FM              | 90 minutes  |
| 10:00 AM - 12:00 PM | Zouk-à-Gogo                                      | Lundi - Vendredi              | Zouk antillais           | La Brise FM              | 120 minutes |
| 12:00 AM - 12:15 PM | Lakou Kajou                                      | Lundi - Vendredi              | Education / Enfants      | Lakou Kajou              | 15 minutes  |
| 12:15 PM - 12:30 PM | J comme JAZZ                                     | Lundi - Vendredi              | Jazz Haitien             | La Brise FM              | 30 minutes  |
| 12:30 PM - 1:00 PM  | VOA Kréyol                                       | Lundi - Vendredi              | Nouvelles d'Haïti        | Relai VOA News           | 30 minutes  |
| 1:00 PM - 2:00 PM   | J comme JAZZ                                     | Lundi - Vendredi              | Jazz Haïtien             | La Brise FM              | 60 minutes  |
| 2:00 PM - 4:00 PM   | Therapie konpa                                   | Lundi - Vendredi              | Musique / Divertissement | DJ Full-up Doré          | 120 minutes |
| 4:30 PM - 4:30 PM   | VOA Kréyol                                       | Lundi - Vendredi              | Nouvelles d'Haïti        | Relai VOA News           | 30 minutes  |
| 4:30 PM - 5:00 PM   | Hot Hit Breeze                                   | Lundi                         | Musique Américaine       | Musique / Divertissement | 30 minutes  |
| 4:30 PM - 4:55 PM   | Zoukoutap                                        | Mardi - Vendredi              | Feuilleton               | Zoukoutap divertissement | 15 minutes  |
| 4:45 PM - 5:00 PM   | Pause Musicale                                   | Mardi - Vendredi              | Divertissement           | Musique / Divertissement | 15 minutes  |
| 5:00 PM - 6:00 PM   | La Brise Sport                                   | Lundi - Vendredi              | Les sports               | Jean-Max / Frantzy       | 60 minutes  |
| 6:00 PM - 8:00 PM   | Tempo-9                                          | Lundi - Vendredi              | Musique / Divertissement | DJ Super Lexis           | 120 minutes |
| 8:00 PM - 10:00 PM  | Boukanté Lapawol(français : échange de discours) | Lundi/ Mardi - Jeudi/Vendredi | Socio-Politique          | Relai Radio Mega         | 120 minutes |
| 7:00 PM - 9:00 PM   | Brase Lidé (français : remue-méninges)           | Mercredi                      | Socio-Culturel           | Esnal Sinère             | 120 minutes |
| 7:00 PM - 9:00 PM   | La Brise Nocturne                                | Dimanche- Samedi              | Musique Douce            | Auto DJ / Automation     | 120 minutes |

## Emplacement des 5 sites de transmission
|  | - Studio Mère Latt: 18° 32' 96 Long: 73° 85' 42 Ville Camp-Perrin | - Site:- Morne Brieux Latt: 18° 05' 31 Long: 73° 51' 45 - Couverture:Port-Salut (Haïti), Tiburon_(Haïti), Les_Côteaux_(Haïti), Roche-à-Bateau | - Site:- Fond-des-Blancs Latt: 18° 17' 09 Long: 73° 08' 00 - Couverture: Aquin_(Haïti), Côtes-de-Fer,Fond-des-Blancs,Miragoâne,Fonds-des-Nègres, Bainet | - Site:- Jérémie (Haïti) Latt: 18° 38' 46 Long: 74° 07' 01 - Couverture: Jérémie (Haïti), Beaumont_(Haïti), Pestel_(Haïti), Marfranc, Roseaux_(Haïti) |

## Liens Externes
- Download and Listen on the App World Radios Online
- Ecoutez en ligne sur ZenoLive
- Visionnez Online sur notre site
- Visit and listen on the website of La Brise FM